# Szűts János
Szűts János (Névváltozatok: Szűcs, Szücs, Szüts) (Mosonmagyaróvár, 1904. október 22. – 1976. szeptember 1.) alezredes, vívó mesteredző.

## Életrajza
1922. február 4-én avatták tisztté. 1926-ban került Borsody László fővívómester mellé a Magyar Királyi Toldi Miklós Honvéd Sporttanár- és Vívómesterképző Intézetbe (SPOTI). 1930-ban ösztöndíjjal egy éven át az olasz mesterképző intézet hallgatója volt. 1937. november 1. nevezték ki  segédvívómesternek. 1938 március végétől féléves párizsi tanulmányúton volt a Joinville-le-Pont-ban található École Supérieure d'Éducation Physique (Katonai Testnevelési Főiskola), tanította a kardvívást és tanulta a párbajtőr- és tőrvívást. Franciaországi útjáról egy tanulmányt írt, A francia vívósportról, ami a Magyar Katonai Szemle c. szaklapban jelent meg. 1941. május 1-től honvéd vívómester.
Mestere - Borsody László - nyugdíjba vonulásakor ő vette át a helyét a SPOTI kardszakán.
1945-től hadifogoly volt az egyik hírhedt francia táborban. Szabadulása után elvesztette teljes vagyonát és elvált feleségétől.
Az újraalakuló Magyar Néphadsereg állományába került. Az 1950-es években a Katonai Testnevelési Főiskolán volt tanár, valamint ezzel egyidőben a Vörös Meteornál vívóedző, később a Honvédnál oktatta kardvívást.
Élete utolsó 3 évében Parkinson-kór támadta meg. Tanítványa, Pézsa Tibor fogadta be és 1976-ban bekövetkezett halálakor ő rendezte temetését, teljes katonai tiszteletadás mellett. A farkasréti temetőben helyezték örök nyugalomra 1976. szeptember 10-én.

## Kitüntetései, elismerései
- III. T. osztályú Tisztviselői Szolgálati Jel[9][10]
- Erdélyi Emlékérem[11]
- Testnevelés és Sport Érdemes Dolgozója kitüntető jelvény (1961)[12]
- Mesteredző (1961)

## Tanítványai
- Berczelly Tibor olimpiai bajnok
- Gerevich Aladár hétszeres olimpiai aranyérmes, harmincnégyszeres magyar bajnok
- Keresztes Attila olimpiai bajnok
- Kovács Pál olimpiai bajnok
- Papp Bertalan olimpiai bajnok
- Pézsa Tibor olimpiai bajnok
- Örley Szabolcs junior világbajnok
- Zarándi Csaba (1928-2003), mesteredző (1975)[13]